# حمله انتحاری خرداد ۱۳۹۶ کابل
حمله انتحاری جوزا ۱۳۹۶ کابل حمله ای است که در تاریخ ۲۵ جوزا/خرداد ۱۳۹۶ در مراسم شب احیا که در مسجد الزهرا واقع در منطقه هزاره نشینِ دشت برچی کابل برگزار شده بود، رخ داد، که در نتیجه آن ۴ تن کشته و ۸ تن دیگر زخمی شدند.

## جزئیات
حمله انتحاری در شامگاه ۲۵ جوزا/خرداد ۱۳۹۶ و زمانی که مردم برای برگزاری مراسم شب احیا و نماز جماعت به مسجد الزهرا حضور می‌یافتند رخ داد. بنابر گفته شاهدان در این حمله تروریستی ۳ مهاجم حضور داشتند که یک تن از آنان توسط نیروهای امنیتی کشته و دو تن دیگر از مهاجمان خود را در ورودی و آشپزخانه مسجد منفجر کرده‌است. در این حمله رمضان حسین‌زاده بنیانگذار مسجد الزهرا و از چهره‌های بانفوذ مردم هزاره نیز کشته شده‌است.

## واکنش‌ها
- محمد اشرف غنی رئیس‌جمهور افغانستان در اعلامیه‌ای گفت که: تروریستان به سلسله جنایات ضد دینی و بشری، شب گذشته نمازگزاران و عبادت‌کنندگان را در مسجد الزهرا هدف حمله تروریستی قرار دادند و عاملان این حملات از یک جانب در تلاش دامن زدن به تنش‌های قومی و سیاسی اند و از سوی دیگر می‌خواهند فضای رعب و وحشت ایجاد کنند.[۲]

## مسئولیت
داعش مسئولیت حمله به این مسجد را بر عهده گرفت.